# Operação Moshtarak
Operação Moshtarak, também conhecida como Batalha de Marjah, foi uma ofensiva de pacificação da Força Internacional de Assistência para Segurança (ISAF) na cidade de Marjah, província de Helmand, no Afeganistão. Envolveu um total combinado de 15.000 soldados afegãos, estadunidenses, britânicos, canadenses, dinamarqueses e estonianos; constituindo a maior operação conjunta da Guerra no Afeganistão até esse ponto. O propósito dos quais era eliminar os talibãs de Marja, eliminando o último reduto do Talibã na província central de Helmand. O objetivo principal da ofensiva era a cidade de Marjah, que havia sido controlada por anos pelos talibãs e pelos traficantes de drogas.
Embora Moshtarak tenha sido descrita como a maior operação no Afeganistão desde a queda do regime Talibã, originalmente deveria ser o prelúdio de uma ofensiva muito maior em Kandahar que seguiria Moshtarak por vários meses. No entanto, a ISAF optou por divulgar fortemente a operação antes de ser lançada, comparando seu alcance e tamanho com a Segunda Batalha de Fallujah de 2004, na esperança de que os combatentes talibãs  fugissem da cidade. A operação também foi projetada para mostrar melhorias no governo afegão e nas forças de segurança afegãs. A ISAF alegou que a operação era "liderada pelo Afeganistão" e que usaria cinco brigadas afegãs.
Embora inicialmente exitosa, a ISAF e os afegãos não conseguiram estabelecer um governo operante na cidade, levando a um ressurgimento bem sucedido dos talibãs; 90 dias após a ofensiva, o general Stanley A. McChrystal referiu-se a ela como uma "úlcera sangrenta". Em outubro, a cidade seria descrita ainda como "preocupante", mas no início de dezembro os combates foram declarados "essencialmente terminados".